# Boêmia nos Jogos Olímpicos de Verão de 1908
A Boêmia (atual Chéquia) participou dos Jogos Olímpicos de Verão de 1908 em Londres, no Reino Unido. Conquistou duas medalhas de bronze.